# Оренбурзький міський округ
Оренбу́рзький міський округ (рос. Оренбургский городской округ) — міський округ у складі Оренбурзької області Російської Федерації.
Адміністративний центр — місто Оренбург.

## Історія
Оренбург отримало статус міста обласного підпорядкування 1934 року, коли став центром новоствореної Оренбурзької області. Станом на 2002 рік існували:
| Поселення                        | Площа, км² | Населення, осіб (2002) | Населені пункти                                     |
| -------------------------------- | ---------- | ---------------------- | --------------------------------------------------- |
| Оренбурзька міська рада          | -          | 549361                 | місто Оренбург                                      |
| :Дзержинський район              | -          | 160424                 | -                                                   |
| ::Каргалинська селищна рада      | -          | 2205                   | смт Каргала, село Ключі                             |
| ::Краснохолмська сільська рада   | -          | 6680                   | село Краснохолм, селища Красний Партизан, Троїцький |
| :Ленінський район                | -          | 169318                 | -                                                   |
| ::Бердянська сільська рада       | -          | 647                    | селище Бердянка                                     |
| ::Городищенська сільська рада    | -          | 2412                   | село Городище                                       |
| :Промисловий район               | -          | 118458                 | -                                                   |
| ::Прудівська сільська рада       | -          | 656                    | село Пруди                                          |
| ::Самородовська сільська рада    | -          | 1457                   | селище Самородово                                   |
| :Центральний район               | -          | 101161                 | -                                                   |
| ::Нижньосакмарська сільська рада | -          | 1723                   | село Нижньосакмарський                              |

2004 року Оренбурзька міська рада перетворена в Оренбурзький міський округ.

## Населення
Населення — 580261 особа (2019; 563876 в 2010, 565141 у 2002).

## Населені пункти
| №  | Населений пункт           | Населення, осіб (2002) | Населення, осіб (2010) |
| -- | ------------------------- | ---------------------- | ---------------------- |
| 1  | Бердянка, селище          | 647                    | 710                    |
| 2  | Городище, село            | 2412                   | 2371                   |
| 3  | Каргала, селище           | 1984                   | 1946                   |
| 4  | Красний Партизан, селище  | 294                    | 266                    |
| 5  | Краснохолм, село          | 6075                   | 5806                   |
| 6  | Нижньосакмарський, селище | 1723                   | 1656                   |
| 7  | Оренбург, місто           | 549361                 | 548331                 |
| 8  | Пруди, село               | 656                    | 685                    |
| 9  | Самородово, селище        | 1457                   | 1629                   |
| 10 | Троїцький, селище         | 311                    | 280                    |
| 11 | Холодні Ключі, селище     | 221                    | 196                    |